# Petrus Thaborita

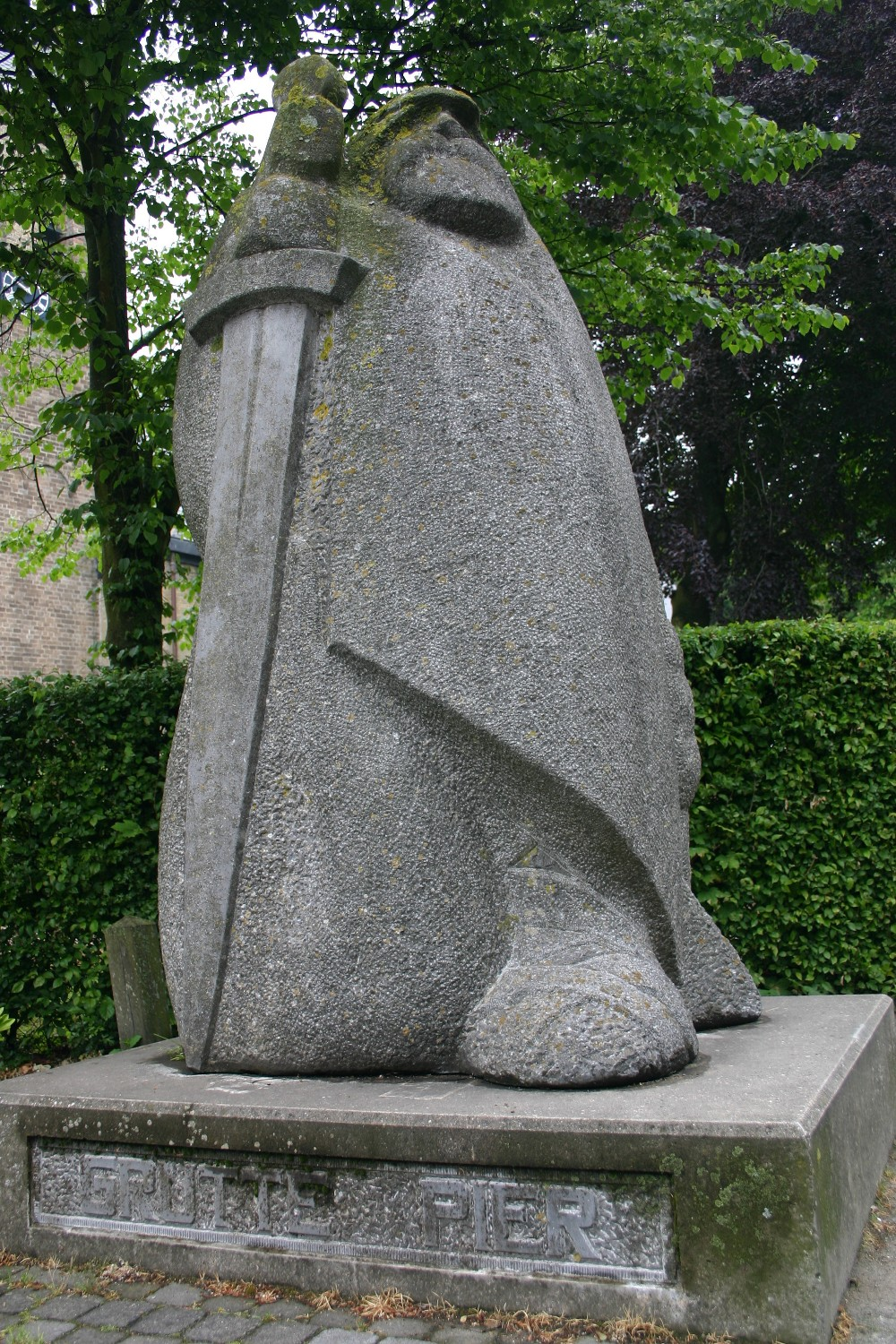
Estátua de Pier Gerlofs Donia, autoproclamado "Rei de todos os frísios" que lutou pela independência de seu país, sobre quem Thaborita escreveu.

Petrus Jacobi Thaborita, nascido Peter Jacobusz van Bolsward (Bolsward, 1450 – 1527) foi um monge, escritor e historiador frísio. É mais conhecido por suas escrituras sobre o guerreiro rebelde da Frísia Pier Gerlofs Donia, conhecido como Grutte Pier, e por ter redigido as últimas palavras de Donia.
Na obra de Thaborita van Bolsward encontram-se informações sobre os chefes frísios Jancko Douwama e Haring Harinxma (ancestrais da família Donia). O escritor neerlandês Conrad Busken Huet fez uso de muitas das descrições de Thaborita sobre figuras históricas em livros que publicou no século XIX. Ele também traduziu a descrição de Donia. Petrus Thaborita entrou para o monastério já em idade avançada, sendo viúvo com dois filhos.
Petrus também dedicou um capítulo em um de seus livros a Pier Gerlofs Donia:
Sobre a morte de Greate Pier:
"No mesmo ano de 1520, na noite de Sâo Lucas, o gigante Grutte Pier morreu. Sobre esse  Grande Pedro, muitos na Holanda falaram. Em Brabant e também em vários outros países. Tales versejou sobre sua força e muitos o temiam. Algumas descrições eram inventadas; fizeram-no parecer maior e melhor do que ele realmente era. Ele era um homem grande, com olhos grandes, ombros largos, uma longa barba negra e bigode. Ele costumava fazer piadas, e os habitantes locais adoravam ouvir suas histórias. Ele havia matado muitos inimigos, mas tinha um bom caráter, como se fosse um bom cristão."
Anton Reinhard Falck era o dono dos documentos originais, os quais emprestou aos pesquisadores Visser e Amersfoordt.